# Hyllisia lineatopicta
Hyllisia lineatopicta là một loài bọ cánh cứng trong họ Cerambycidae.